# جزيرة لوندي
لوندي هي أكبر جزيرة في قناة بريستول ،بطول 12 ميل خارج حدود ديفون،إنجلترا.

## المناخ
يظهر الجدول التالي التغييرات المناخية على مدار السنة لجزيرة لوندي:
| البيانات المناخية لـجزيرة لوندي   | البيانات المناخية لـجزيرة لوندي | البيانات المناخية لـجزيرة لوندي | البيانات المناخية لـجزيرة لوندي | البيانات المناخية لـجزيرة لوندي | البيانات المناخية لـجزيرة لوندي | البيانات المناخية لـجزيرة لوندي | البيانات المناخية لـجزيرة لوندي | البيانات المناخية لـجزيرة لوندي | البيانات المناخية لـجزيرة لوندي | البيانات المناخية لـجزيرة لوندي | البيانات المناخية لـجزيرة لوندي | البيانات المناخية لـجزيرة لوندي | البيانات المناخية لـجزيرة لوندي |
| الشهر                             | يناير                           | فبراير                          | مارس                            | أبريل                           | مايو                            | يونيو                           | يوليو                           | أغسطس                           | سبتمبر                          | أكتوبر                          | نوفمبر                          | ديسمبر                          | المعدل السنوي                   |
| --------------------------------- | ------------------------------- | ------------------------------- | ------------------------------- | ------------------------------- | ------------------------------- | ------------------------------- | ------------------------------- | ------------------------------- | ------------------------------- | ------------------------------- | ------------------------------- | ------------------------------- | ------------------------------- |
| الدرجة القصوى °م (°ف)             | 12.0 (53.6)                     | 12.9 (55.2)                     | 15.4 (59.7)                     | 18.0 (64.4)                     | 21.7 (71.1)                     | 25.0 (77.0)                     | 27.0 (80.6)                     | 28.8 (83.8)                     | 21.0 (69.8)                     | 19.4 (66.9)                     | 18.0 (64.4)                     | 14.6 (58.3)                     | 28.8 (83.8)                     |
| الحد الأقصى المتوسط °م (°ف)       | 10.2 (50.4)                     | 10.2 (50.4)                     | 11.3 (52.3)                     | 14.3 (57.7)                     | 17.4 (63.3)                     | 20.2 (68.4)                     | 21.2 (70.2)                     | 21.5 (70.7)                     | 19.1 (66.4)                     | 16.6 (61.9)                     | 14.5 (58.1)                     | 11.6 (52.9)                     | 23.0 (73.4)                     |
| متوسط درجة الحرارة الكبرى °م (°ف) | 8.3 (46.9)                      | 7.4 (45.3)                      | 8.6 (47.5)                      | 10.1 (50.2)                     | 12.8 (55.0)                     | 15.3 (59.5)                     | 17.3 (63.1)                     | 17.5 (63.5)                     | 15.9 (60.6)                     | 13.5 (56.3)                     | 11.1 (52.0)                     | 9.1 (48.4)                      | 12.2 (54.0)                     |
| المتوسط اليومي °م (°ف)            | 7.2 (45.0)                      | 6.3 (43.3)                      | 7.4 (45.3)                      | 8.6 (47.5)                      | 11.0 (51.8)                     | 13.0 (55.4)                     | 15.7 (60.3)                     | 16.0 (60.8)                     | 14.6 (58.3)                     | 12.4 (54.3)                     | 9.6 (49.3)                      | 8.1 (46.6)                      | 10.8 (51.5)                     |
| متوسط درجة الحرارة الصغرى °م (°ف) | 6.0 (42.8)                      | 5.2 (41.4)                      | 6.3 (43.3)                      | 7.1 (44.8)                      | 9.1 (48.4)                      | 12.7 (54.9)                     | 14.3 (57.7)                     | 14.7 (58.5)                     | 13.4 (56.1)                     | 11.3 (52.3)                     | 8.9 (48.0)                      | 7.0 (44.6)                      | 9.7 (49.4)                      |
| الحد الأدنى المتوسط °م (°ف)       | 1.7 (35.1)                      | 1.1 (34.0)                      | 2.5 (36.5)                      | 3.5 (38.3)                      | 6.8 (44.2)                      | 9.6 (49.3)                      | 12.0 (53.6)                     | 12.3 (54.1)                     | 10.6 (51.1)                     | 8.3 (46.9)                      | 5.2 (41.4)                      | 3.2 (37.8)                      | −0.4 (31.3)                     |
| أدنى درجة حرارة °م (°ف)           | −4.2 (24.4)                     | −4.5 (23.9)                     | −0.8 (30.6)                     | −0.9 (30.4)                     | 3.0 (37.4)                      | 8.0 (46.4)                      | 10.4 (50.7)                     | 8.0 (46.4)                      | 8.0 (46.4)                      | 6.8 (44.2)                      | 2.2 (36.0)                      | 1.0 (33.8)                      | −4.5 (23.9)                     |
| متوسط الأيام الممطرة              | 19.2                            | 14.5                            | 17.4                            | 13.0                            | 13.0                            | 12.7                            | 13.2                            | 13.1                            | 16.5                            | 18.5                            | 18.8                            | 19.5                            | 189.4                           |
| متوسط الأيام المثلجة              | 0.8                             | 1.3                             | 0.5                             | 0.2                             | 0.0                             | 0.0                             | 0.0                             | 0.0                             | 0.0                             | 0.0                             | 0.0                             | 0.1                             | 2.9                             |
| متوسط الرطوبة النسبية (%)         | 84.4                            | 85.6                            | 86.1                            | 85.6                            | 83.4                            | 84.9                            | 84.9                            | 80.2                            | 82.5                            | 81.7                            | 82.0                            | 80.3                            | 83.5                            |
| المصدر: En.tutiempo               |                                 |                                 |                                 |                                 |                                 |                                 |                                 |                                 |                                 |                                 |                                 |                                 |                                 |